# Andrena nana
Andrena nana är en biart som först beskrevs av Kirby 1802.  Andrena nana ingår i släktet sandbin, och familjen grävbin. Inga underarter finns listade i Catalogue of Life.